# Michał Żewłakow
Michał Żewłakow (Warszawa, 22 de abril de 1976) é um ex-futebolista polonês que atuava como zagueiro.  É irmão gêmeo de Marcin Żewłakow.

## Carreira
Esteve presente nas Copas do Mundo de 2002, ao lado do seu irmão gêmeo Marcin, e 2006.
Começou a carreira no Polónia Varsóvia, por onde saiu e voltou. Depois passou por vários clubes: Hutnik Warszawa, K.S.K. Beveren, Excelsior Mouscron, RSC Anderlecht, Olympiacos, Ankaragücü e atualmente no Legia Warszawa.
Żewłakow é recordista de jogos pela seleção polonesa com um total de 102 jogos marcando 3 gols.